# 8339 Kosovichia
8339 Kosovichia este un asteroid din centura principală de asteroizi.

## Descriere
8339 Kosovichia este un asteroid din centura principală de asteroizi. A fost descoperit pe 15 septembrie 1985 la Observatorul de Astrofizică din Crimeea de Nikolai Cernîh. El prezintă o orbită caracterizată de o semiaxă mare de 3,19 ua, o excentricitate de 0,17 și o înclinație de 0,2° în raport cu ecliptica.